# 凌緣庭
凌緣庭（英語：Yen Leng Yen Thean，1971或1972年—），新加坡華人，並於1990年代初定居於香港。她曾在1991年第三屆國際華裔小姐贏得冠軍，1998年再次出席國際中華小姐十週年的盛會，1992年卸任國際華裔小姐後並沒有進入演藝圈，而是到英國攻讀土地管理，返回香港後曾任職卓德測量師行、九廣鐵路公司等。1994年與富商劉鑾雄交往，並於2001年加入華人置業工作3年，任職董事助理，之後離開。2004年加入九龍倉。2013年4月起出任九龍倉集團董事，直至2017年11月8日止，現為九龍倉置業地產投資有限公司的執行董事，負責（其中包括）管理其集團於香港的核心投資物業九龍倉集團轄下商場海港城、時代廣場及荷里活廣場。
她亦是特許測量師，並取得土地管理榮譽學士學位，在業界有十年以上的經驗。
2021年8月10日，凌緣庭獲委任為九龍倉集團有限公司之執行董事。